# Челентино (Тренто)
Челентино је насеље у Италији у округу Тренто, региону Трентино-Јужни Тирол.
Према процени из 2011. у насељу је живело 86 становника. Насеље се налази на надморској висини од 1274 м.